# Бальса-де-Вес
Бальса-де-Вес (ісп. Balsa de Ves) — муніципалітет в Іспанії, у складі автономної спільноти Кастилія-Ла-Манча, у провінції Альбасете. Населення — 209 осіб (2010).
Муніципалітет розташований на відстані близько 250 км на південний схід від Мадрида, 65 км на північний схід від Альбасете.
На території муніципалітету розташовані такі населені пункти: (дані про населення за 2010 рік)
- Бальса-де-Вес: 146 осіб
- Кантобланко: 17 осіб
- Ла-Паред: 32 особи
- Ель-Вісо: 14 осіб

## Демографія
Динаміка населення (INE ):

## Галерея зображень

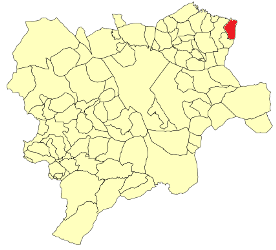
Розташування муніципалітету у провінції Альбасете